# 트레이아크
트레이아크(영어: Treyarch)는 대표적으로 콜 오브 듀티: 월드 앳 워와 콜 오브 듀티: 블랙 옵스의 개발로 유명해진 회사이다.
트레이아크는 1996년에 설립되어 2001년 액티비전에 인수되었으며 2004년 콜 오브 듀티: 유나이티드 오펜시브와 리턴 투 캐슬 울펜슈타인을 개발한 Gray Matter Interactive 와 Call of Duty 2: Big Red One를 개발하기 위해 합병했다. 2008년 콜 오브 듀티: 월드 앳 워를 개발했으며 2010년 콜 오브 듀티: 블랙 옵스를 개발했다. 2012년 콜 오브 듀티:블랙 옵스 2의 개발을 완료했다.

## 개발한 게임
- 스파이더맨 (2000년 비디오 게임)
- 스파이더맨 (2002년 비디오 게임)
- 스파이더맨 2 (2004년 비디오 게임)
- 얼티밋 스파이더맨 (비디오 게임)
- 콜 오브 듀티 3
- 스파이더맨 3 (비디오 게임)
- 스파이더맨: 웹 오브 쉐도우
- 007 퀀텀 오브 솔러스 (비디오 게임)
- 콜 오브 듀티: 월드 앳 워
- 콜 오브 듀티: 블랙 옵스
- 콜 오브 듀티: 블랙 옵스 2
- 콜 오브 듀티: 블랙 옵스 3
- 콜 오브 듀티: 블랙 옵스 4
- 콜 오브 듀티: 워존
- 콜 오브 듀티: 블랙 옵스 콜드 워
- 콜 오브 듀티: 뱅가드

### 포팅
- 토니 호크 프로 스케이터
- 토니 호크 프로 스케이터 2
- 스파이더맨 (2000년 비디오 게임)
- 콜 오브 듀티 4: 모던 워페어
- 콜 오브 듀티: 모던 워페어 3
- 콜 오브 듀티: 고스트